# Sociedade Real Marítima Militar e Geográfica

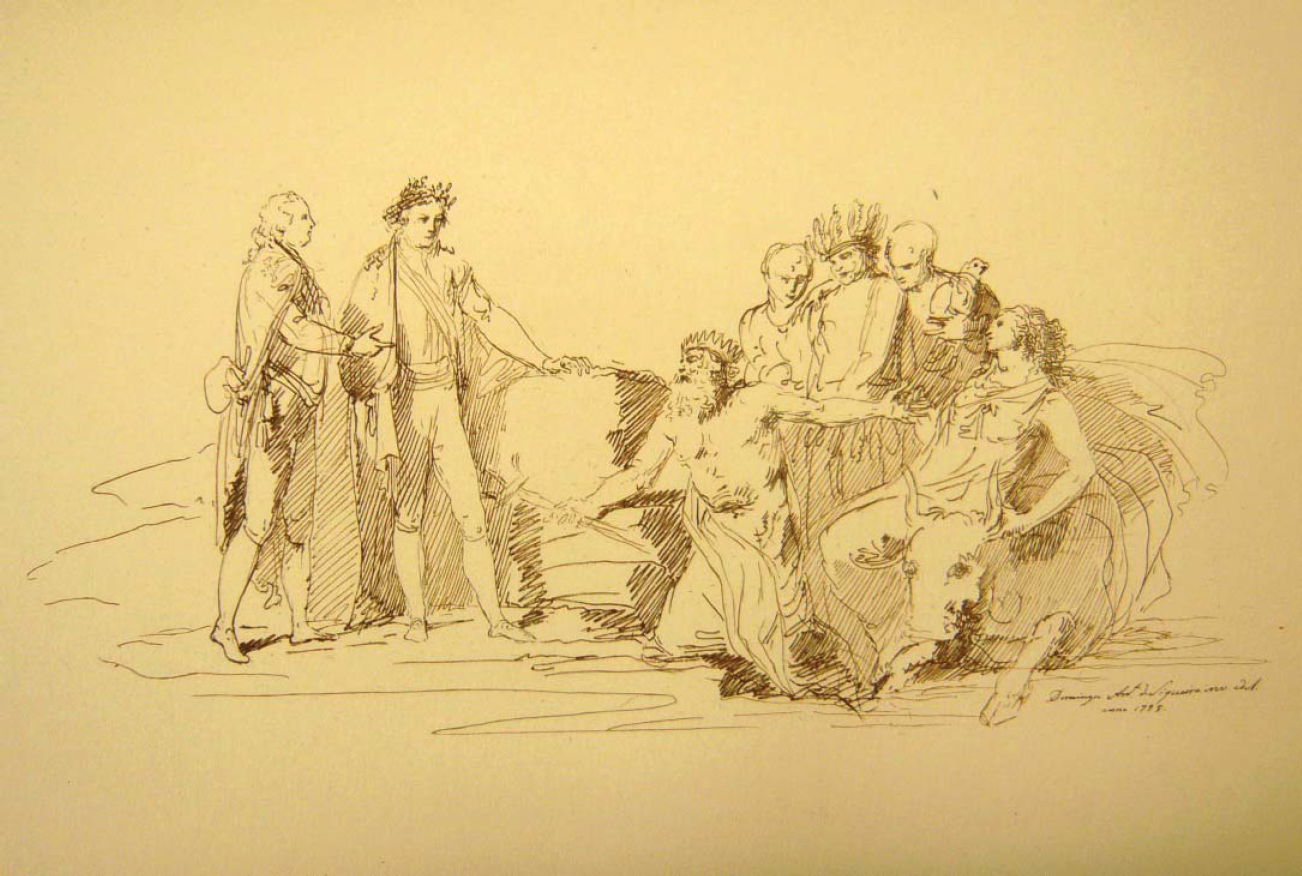
Domingos António de Sequeira, 'Alegoria', 1798, Estampa LI, in Álbum do Palácio de Arroios

A Sociedade Real Marítima, Militar e Geográfica para o Desenho, Gravura e Impressão das Cartas Hidrográficas, Geográficas e Militares foi criada em 30 de Junho de 1798, por Alvará Régio, com força de Lei de Dª Maria I, sendo D. Rodrigo de Sousa Coutinho, Conde de Linhares, Secretário de Estado da Fazenda, e ex Secretário de Estado dos Negócios Estrangeiros e da Guerra. A SRMMG teve como objetivo não só de preparar a "Carta Geral do Reino" e de centralizar todo o trabalho cartográfico disperso por diferentes instituições da coroa, como também com o propósito, e talvez o principal, de centralizar os trabalhos técnicos a realizar para promover o desenvolvimento econômico do país e que pudessem dar cobertura às reformas desejadas pelo Conde de Linhares. 
Compunha-se a Sociedade dos quatro ministros de Estado; de oficiais de marinha e do exército, nomeados pelo Soberano; dos professores efetivos e substitutos das duas Academias de malinha; dos professores da Academia Militar e do Exército; de dois lentes da Universidade de Coimbra, e dos opositores da Faculdade de Matemática, nomeados pelo Soberano, e, finalmente, do diretor geral dos desenhadores, gravadores e impressores, incumbidos da execução de tão importantes trabalhos.
A Sociedade é instalada no Arsenal Real da Marinha, reunindo pelo menos uma vez por semana e será organizada em duas classes: a primeira dedicada às cartas hidrográficas e a segunda às cartas geográficas, militares e hidráulicas; podendo cada um dos respectivos membros assistir e participar de igual modo nas sessões da classe a que não pertençam. 

## Atuação no Brasil

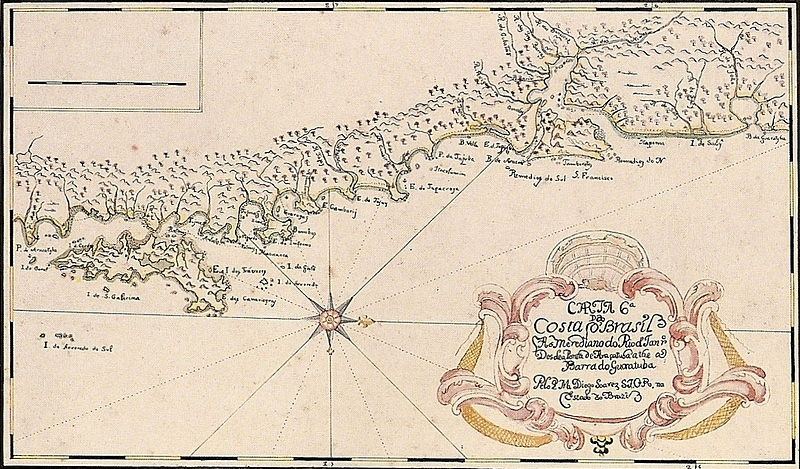
Carta 6ª da costa do Brasil

Em 1792, D. João, por motivo de saúde de D. Maria I, “assiste e provê ao despacho de Sua Majestade”. Inicia-se a fase da cartografia Joanina, responsável por notórios exemplos de trabalhos ligados ao Brasil: a Carta Plana da Costa do Brasil, de Koeller; o Plano da entrada da Barra do Pará; a carta do trecho Maranhão-Pará; a coleção de cartas do Rio Amazonas, da foz do Tapajós à foz do Negro. 
São resultado da atuação da Sociedade Real Marítima, o plano do porto da Paraíba, o plano da Ilha de Fernando de Noronha, a carta da costa setentrional do Brasil, o reconhecimento da foz do Rio Pará, o plano do porto do Rio Paraíba, o plano do porto de Pernambuco, o plano da Armação e enseada de Imbituba, a Memória que expõe todas as derrotas do Maranhão e do Pará e as cartas do canal do Amazonas, de Bailique a Macapá. É fruto, também, da iniciativa da Sociedade Real Marítima a criação da Escola de Práticos, instalada em Belém, definitivamente, para apoio à navegação segura nas costas do Maranhão e do Pará.
Os reflexos sobre Portugal das campanhas napoleônicas são altamente negativos para a Sociedade Real Marítima, mas trazem benefícios para o Brasil. A Companhia de Guardas-Marinhas da Real Academia transfere-se para o Brasil, com o Depósito de Escritos de Academia, que integrava o acervo da Sociedade Real Marítima. É criado, então, no Rio de Janeiro, em 1808, o Arquivo Militar, ao qual foram recolhidas “mais de mil cartas e planos, em mil e duzentas folhas, fora de 58 várias perspectivas”.
Ainda sob a inspiração do espírito da Sociedade Real Marítima, após 1808, são dignos de especial referência a Planta Hidrográfica do porto do Rio de Janeiro e a Coleção Hidrográfica de 15 mapas, desde o Rio de Janeiro até o Rio da Prata e Buenos Aires, levada a termo de 1819 a 1821.